# Миранда (Мату-Гросу-ду-Сул)
Миранда (порт. Miranda) — муниципалитет в Бразилии, входит в штат Мату-Гросу-ду-Сул. Составная часть мезорегиона Пантанайс-Сул-Мату-Гроссенсис. Входит в экономико-статистический микрорегион Акидауана. Население составляет 23 026 человек на 2007 год. Занимает площадь 5478,627 км². Плотность населения — 4,2 чел./км².

## История
Город основан 16 июля 1784 года.

## Статистика
- Валовой внутренний продукт на 2003 год составляет 124 664 201,00 реалов (данные: Бразильский институт географии и статистики).
- Валовой внутренний продукт на душу населения на 2003 год составляет 5164,22 реала (данные: Бразильский институт географии и статистики).
- Индекс развития человеческого потенциала на 2000 год составляет 0,724 (данные: Программа развития ООН).

## География
Климат местности: тропический.